# Hermann Funke (Altphilologe)

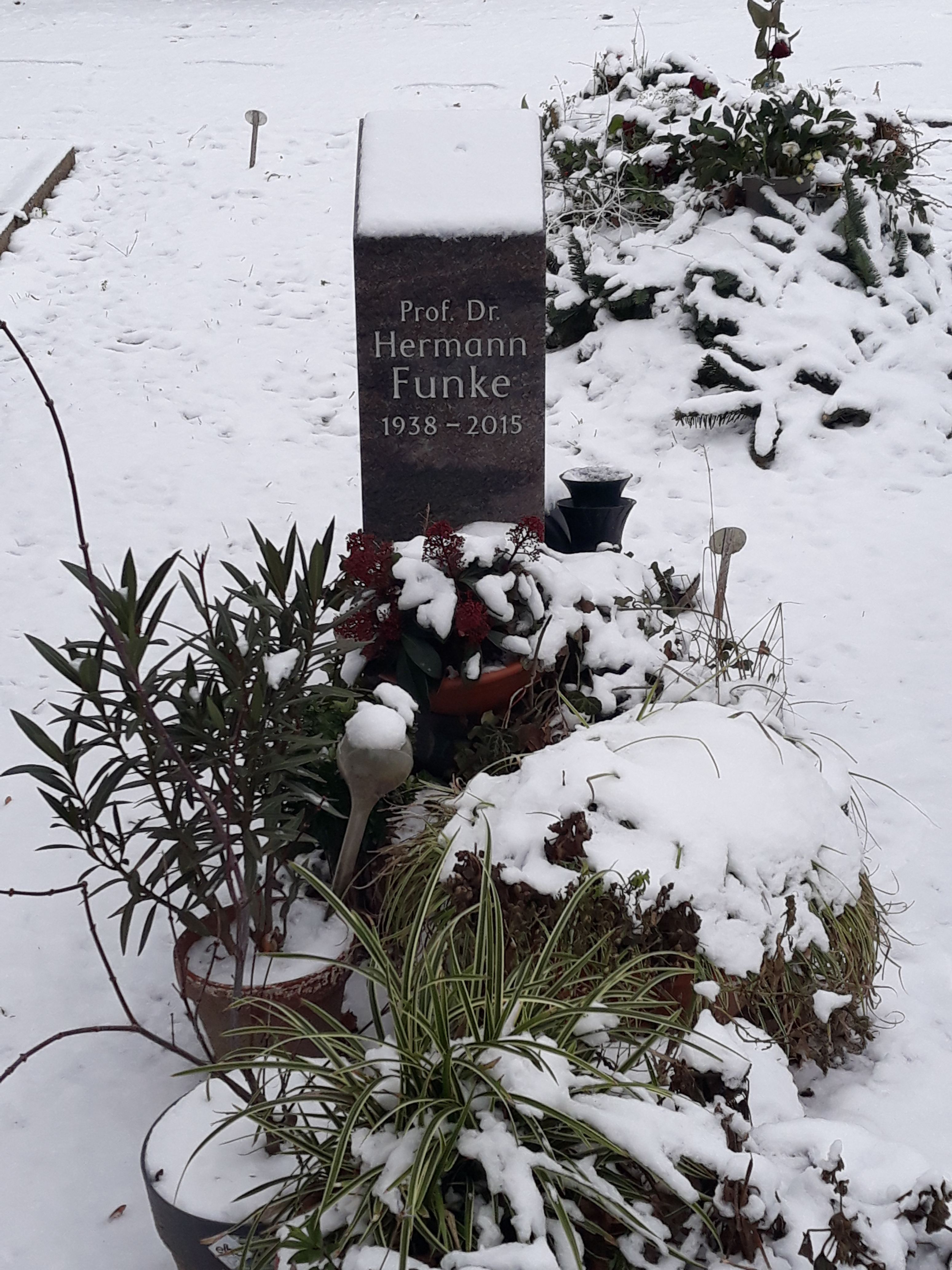
Das Grab von Hermann Funke auf dem Friedhof Grunewald in Berlin.

Hermann Funke (* 20. Januar 1938 in Köln; † 11. Februar 2015 in Heidelberg) war ein deutscher Klassischer Philologe.

## Leben
Hermann Funke studierte Klassische Philologie an der Universität zu Köln und wurde dort 1963 mit der Dissertation Die sogenannte tragische Schuld: Studie zur Rechtsidee in der griechischen Tragödie promoviert. Von 1964 bis 1968 arbeitete er am Franz Joseph Dölger-Institut der Universität Bonn, anschließend als Assistent an der Universität Mannheim. Nach einem Forschungsaufenthalt am Center for Hellenic Studies der Harvard University (1971/1972) habilitierte er sich 1974 mit der Schrift Allegorie und Dichtererklärung: Studien zur poetischen Hermeneutik in der Antike (unveröffentlicht). 1978 wurde er zum außerplanmäßigen Professor ernannt. Seit 2003 war er im Ruhestand. Neben seiner wissenschaftlichen Tätigkeit war Funke auch in verschiedenen Parteien und fraktionslos langjährig politisch aktiv. So wurde er 1980 über die Grüne Liste in den Heidelberger Gemeinderat gewählt, die er bald darauf verließ, um dem Gemeinderat fortan als Fraktionsloser anzugehören. Im Oktober 1993 übernahm Funke die Leitung des Kreisverbandes Heidelberg-Rhein-Neckar der Partei Die Republikaner und kandidierte für die Partei bei den Heidelberger Kommunalwahlen auf deren zweitem Listenplatz.